# Stazione di Cáceres
La stazione di Cáceres (in spagnolo Estación de Cáceres) è la principale stazione ferroviaria di Cáceres, Spagna.